# Щефани Фьогеле
Щефани Фьогеле  (на немски: Stefanie Vögele) е професионална тенисистка от Швейцария. Тя започва да тренира усилено тенис още от 4-годишна възраст, по настояване на своите родители. За спортно-техническата подготовка на Фьогеле се грижи нейния треньор Иво Вернер.
През 2006 г., младата швейцарска тенисистка започва да се състезава активно в турнирите, организирани от Международната тенис-федерация (ITF). Щефани Фьогеле има спечелени три шампионски титли от ITF-календара. Последната и най-изстрадана титла, младата швейцарка печели в оспорван мач срещу румънката Александра Дюлгеру на турнира в полския град Торун.
В професионалната си кариера, Фьогеле има регистрирани и шест загубени финала, три от които са се играли през 2007 г., в които отстъпва на Виржини Пише, Акгул Аманмурадова и на Ализе Корне. През 2008 г., на турнира във френския град Нант, Фьогеле губи от руската тенисистка Весна Манасиева с 2:6, 3:6, а през 2009 г., губи два финала от Андреа Петкович в Букурещ с 2:6, 3:6 и от Мария Елена Камерин по време на турнира в английския град Нотингам.
В мачовете по двойки, Щефани Фьогеле постига три шампионски титли, с помощта на босненската си партньорка Сандра Мартинович и на два пъти с украинката Юлия Бейгелзимер.
Най-доброто си класиране в Световната ранглиста за жени, Щефани Фьогеле постига в началото на месец март 2010 г., когато достига до 61-ва позиция.